# 1ª Divisão 2000-2001 (hockey su pista)
La 1ª Divisão 2000-2001 è stata la 61ª edizione del torneo di primo livello del campionato portoghese di hockey su pista. La competizione è iniziata il 6 ottobre 2000 e si è conclusa il 30 giugno 2001. Il torneo è stato vinto dal Barcelos per la terza volta nella sua storia.

## Stagione

### Formula
La 1ª Divisão 2000-2001 vide ai nastri di partenza dodici club; la manifestazione fu organizzata con un girone all'italiana, con gare di andata e ritorno per un totale di 22 giornate: erano assegnati tre punti per l'incontro vinto e due punti a testa per l'incontro pareggiato, mentre non ne era attribuito uno solo per la sconfitta. Al termine della stagione regolare le prime sei squadre classificate disputarono la poule per il titolo con la medesima formula della prima fase; la vincitrice venne proclamata campione del Portogallo. Le squadre classificate dal settimo al dodicesimo posto disputarono invece la poule salvezza dove l'undicesima e la dodicesima classificate retrocedettero direttamente in 2ª Divisão, il secondo livello del campionato.

## Classifica finale stagione regolare
|  | Pos. | Squadra             | Pt | G  | V  | N | P  | GF  | GS  | DR  |
|  | ---- | ------------------- | -- | -- | -- | - | -- | --- | --- | --- |
|  | 1.   | Porto               | 56 | 22 | 18 | 2 | 2  | 129 | 65  | +64 |
|  | 2.   | Benfica             | 54 | 22 | 17 | 3 | 2  | 113 | 57  | +56 |
|  | 3.   | Barcelos            | 51 | 22 | 17 | 0 | 5  | 138 | 57  | +81 |
|  | 4.   | Gulpilhares         | 38 | 22 | 12 | 2 | 8  | 84  | 71  | +13 |
|  | 5.   | Oliveirense         | 37 | 22 | 12 | 1 | 9  | 101 | 84  | +17 |
|  | 6.   | Infante de Sagres   | 33 | 22 | 10 | 3 | 9  | 87  | 77  | +10 |
|  | 7.   | Paço de Arcos       | 32 | 22 | 9  | 5 | 8  | 75  | 74  | +1  |
|  | 8.   | Seixal              | 26 | 22 | 7  | 5 | 10 | 76  | 88  | -12 |
|  | 9.   | Riba De Ave         | 15 | 22 | 4  | 3 | 15 | 64  | 112 | -48 |
|  | 10.  | Sesimbra            | 14 | 22 | 4  | 2 | 16 | 71  | 118 | -47 |
|  | 11.  | Sporting Tomar      | 14 | 22 | 3  | 5 | 14 | 101 | 176 | -75 |
|  | 12.  | Vitória Barcelinhos | 9  | 22 | 2  | 3 | 17 | 59  | 117 | -58 |

Legenda:
  Partecipa alla poule titolo.
  Partecipa alla poule retrocessione.
Note:
Tre punti a vittoria, uno a pareggio, zero a sconfitta.

## Classifica finale poule titolo
|  | Pos. | Squadra           | Pt | G  | V | N | P | GF | GS | DR  |
|  | ---- | ----------------- | -- | -- | - | - | - | -- | -- | --- |
|  | 1.   | Barcelos          | 51 | 10 | 8 | 1 | 1 | 61 | 25 | +36 |
|  | 2.   | Benfica           | 46 | 10 | 6 | 1 | 3 | 37 | 27 | +10 |
|  | 3.   | Porto             | 44 | 10 | 5 | 1 | 4 | 39 | 39 | 0   |
|  | 4.   | Oliveirense       | 30 | 10 | 3 | 2 | 5 | 38 | 52 | -14 |
|  | 5.   | Infante de Sagres | 27 | 10 | 3 | 1 | 6 | 41 | 55 | -14 |
|  | 6.   | Gulpilhares       | 25 | 10 | 2 | 0 | 8 | 31 | 49 | -18 |

Legenda:
  Vincitore della Coppa del Portogallo 2000-2001.
      Campione del Portogallo e qualificata alla CERH Champions League 2001-2002.
      Qualificate alla CERH Champions League 2001-2002.
      Qualificata alla Coppa CERS 2001-2002.
Note:
Tre punti a vittoria, uno a pareggio, zero a sconfitta.
Vengono conservati metà dei punti della stagione regolare arrotondati per eccesso.

## Classifica finale poule salvezza
|  | Pos. | Squadra             | Pt | G  | V | N | P | GF | GS | DR  |
|  | ---- | ------------------- | -- | -- | - | - | - | -- | -- | --- |
|  | 1.   | Paço de Arcos       | 36 | 10 | 6 | 2 | 2 | 46 | 31 | +15 |
|  | 2.   | Riba De Ave         | 32 | 10 | 8 | 0 | 2 | 61 | 28 | +33 |
|  | 3.   | Sporting Tomar      | 28 | 10 | 7 | 0 | 3 | 47 | 52 | -5  |
|  | 4.   | Seixal              | 26 | 10 | 4 | 1 | 5 | 48 | 46 | +2  |
|  | 5.   | Sesimbra            | 14 | 10 | 2 | 1 | 7 | 42 | 54 | -12 |
|  | 6.   | Vitória Barcelinhos | 8  | 10 | 1 | 0 | 9 | 41 | 74 | -33 |

Legenda:
      Retrocesse in 2ª Divisão 2001-2002.
Note:
Tre punti a vittoria, uno a pareggio, zero a sconfitta.
Vengono conservati metà dei punti della stagione regolare arrotondati per eccesso.